# Marshallsussmanita
La marshallsussmanita es un mineral del grupo VIII de los (inosilicatos), según la clasificación de Strunz. Recibe su nombre en honor al mineralogista estadounidense Marshall Sussman en 2013, un recolector de minerales que se especializa en minerales de Namibia y Sudáfrica.

## Apariencia
En su aspecto y hábito cristalino es idéntica a la bustamita, mineral con el cual también se extrae, por lo que los principales fragmentos encontrados fueron confundidos con dicha piedra. La única manera de diferenciarlas es a través de un microscopio electrónico.

## Características químicas
Es un inosilicato hidroxilado de sodio y manganeso.
Forma una serie de solución sólida con la pectolita y la serandita, en la que los diferentes niveles de composición van dando los distintos minerales de la serie.

## Formación y yacimientos
Aparece en zenolitas con schizolita, bustamita, y en rocas de metamorfismo de contacto con yacimientos de manganeso.
Suele encontrarse asociado a otros minerales como: pectolita, serandita, wollastonita, manganvesuvianita, hidroxiapofilita, calcita o egirina.
Sus únicos yacimientos son en las minas Wessel, Hotazel, Campos de Manganeso de Kalahari, Cabo Norte, Sudáfrica, donde se ha encontrado la mayor parte y fue descubierto. Otras minas con menos importancia son en 
Mount Goonneringerringgi, Somerset, Queensland, Australia y en Kangerdluarssuq Fjord, Complejo de Ilímaussaq, Narsaq, Kujalleq, Groenlandia.